# 1306 Scythia
1306 Scythia este un asteroid din centura principală, descoperit pe 22 iulie 1930, de Grigori Neuimin.